# 오오쿠~제1장~
오오쿠~제1장~(大奥~第一章~, 2004년)는 후지테레비에서 제작 및 방송한 2004년판 오오쿠 시대극이다.

## 개요
2004년 10월 7일부터 12월 16일까지 방송되었다. 「목요일 극장」의 시간대에서 방영된 최초의 시대극으로, 주연은 마츠시타 유키가 맡았다. 그 외에 타카시마 레이코, 세토 아사카 등이 출연한다. 가스가보츠보네의 일대기를 그린 스토리로 오오쿠가 처음 생긴 이후 여성들의 전장이 되는 과정을 다룬다.

## 출연자
- 오후쿠 (아케치 미츠히데 가신의 딸・도쿠가와 이에미츠의 유모 ->오오쿠 총괄직) - 배우 : 마츠시타 유키
- 오에요 (도쿠가와 이에타다의 정실) - 배우 : 다카시마 레이코
- 오만 (도쿠가와 이에미츠의 측실) - 배우 :세토 아사카
- 오타마 (오만의 직속 하녀) - 배우 : 호시노 마리
- 타카코 (도쿠가와 이에미츠의 정실) - 배우 : 키무라 타에
- 오라쿠 (도쿠가와 이에미츠의 측실) - 배우 : 쿄노 코토미
- 오나츠 (도쿠가와 이에미츠의 정실) - 배우 : 노나미 마호
- 아사히나 (오오쿠 오토시요리) - 배우 : 카지 메이코
- 도쿠가와 이에야스 - 배우 : 후지타 마코토
- 도쿠가와 히데타다 - 배우 : 와타나베 잇케이
- 도쿠가와 이에미츠 - 배우 : 니시지마 히데토시

## 방송 일정
- 첫회와 최종회는 15분 확대 방송.

| 부                                                           | 각화   | 방송일          | 부제목                                            | 각본          | 연출              | 시청률 |
| ------------------------------------------------------------ | ------ | --------------- | ------------------------------------------------- | ------------- | ----------------- | ------ |
| 제1부                                                        | 제1화  | 2004년 10월 7일 | 패배자에서의 탈출                                 | 아사노 타에코 | 하야시 토시로     | 16.6%  |
| 제1부                                                        | 제2화  | 10월 14일       | 버려진 젊은 군주~사랑에 굶주린 자들의 비참한 결의 | 아사노 타에코 | 하야시 토시로     | 16.3%  |
| 제1부                                                        | 제3화  | 10월 21일       | 생사를 건 밀회                                    | 아사노 타에코 | 야마시타 토모히코 | 19.1%  |
| 제1부                                                        | 제4화  | 10월 28일       | 어머니의 죽음                                     | 아사노 타에코 | 타케우치 히데키   | 16.6%  |
| 제2부                                                        | 제5화  | 11월 4일        | 감금 된 수녀                                      | 아사노 타에코 | 하야시 토시로     | 19.4%  |
| 제2부                                                        | 제6화  | 11월 11일       | 각오의 밤                                         | 아사노 타에코 | 하야시 토시로     | 17.6%  |
| 제2부                                                        | 제7화  | 11월 18일       | 새로운 측실                                       | 아사노 타에코 | 나가오카 카네지   | 15.2%  |
| 제2부                                                        | 제8화  | 11월 25일       | 장군 쓰러지다                                     | 아사노 타에코 | 타케우치 히데키   | 17.8%  |
| 제2부                                                        | 제9화  | 12월 2일        | 비극의 죽음                                       | 아사노 타에코 | 하야시 토시로     | 18.2%  |
| 제2부                                                        | 제10화 | 12월 9일        | 용서받지 못한 생명                                | 아사노 타에코 | 하야시 토시로     | 15.8%  |
| 제2부                                                        | 최종화 | 12월 16일       | 생명이 다할 때까지                                | 아사노 타에코 | 하야시 토시로     | 20.3%  |
| 평균 시청률 17.6% (시청률은 관동 지역・비디오 리서치사 조사) |        |                 |                                                   |               |                   |        |

#### 스페셜 (2004년판)
| 방송일         | 부제목           | 각본          | 연출          | 시청률 |
| -------------- | ---------------- | ------------- | ------------- | ------ |
| 2005년 4월 8일 | 벚꽃이 흩날릴 때 | 아사노 타에코 | 하야시 토시로 | 17.5%  |